# Daniel Danielsson
Daniel Danielsson, född 20 december 1820 i Alseda, Jönköpings län, död 15 april 1887 i Alseda, var en svensk hemmansägare och riksdagsman.
Danielsson var hemmansägare i Nyabyberg i Alseda. Som politiker var han ledamot av riksdagens andra kammare.